# Carrer de Baix (Gósol)
El Carrer de Baix és una obra de Gósol (Berguedà) inclosa a l'Inventari del Patrimoni Arquitectònic de Catalunya.

## Descripció
Carrer constituït pel tipus de cases baixes de muntanya, característiques del municipi. Es tracta també d'un carrer en desnivell, no gaire ample i amb cases a ambdós costats.

## Història
La indústria tèxtil de les mantes de Gósol, ja d'origen medieval, prosperà àmpliament durant els segles xvii i XIX, obrint noves possibilitats d'expansió a la vila. A poc a poc es començaren a construir noves cases fora dels murs del vell poble, presidit pel castell. També sorgiren carrers nous com el de la pujada del Tossal al segle xvii, o ja al segle xviii molts dels actuals, quedant constituït com ho coneixem actualment a principis del segle xix.